# Swardeston
Swardeston är en ort och civil parish i Storbritannien. Den är belägen i grevskapet Norfolk och riksdelen England, i den sydöstra delen av landet, 150 km nordost om huvudstaden London. Swardeston ligger 32 meter över havet och antalet invånare är 540.
Terrängen runt Swardeston är platt. Runt Swardeston är det ganska tätbefolkat, med 124 invånare per kvadratkilometer. Närmaste större samhälle är Norwich, 6,7 km nordost om Swardeston. Trakten runt Swardeston består till största delen av jordbruksmark.
Kustklimat råder i trakten. Årsmedeltemperaturen i trakten är 9 °C. Den varmaste månaden är juli, då medeltemperaturen är 17 °C, och den kallaste är december, med 0 °C.